# Faculdade de Ciências Farmacêuticas de Ribeirão Preto da Universidade de São Paulo
A Faculdade de Ciências Farmacêuticas de Ribeirão Preto da Universidade de São Paulo (FCFRP, como normalmente é chamada), é a unidade da Universidade de São Paulo cujas principais atividades são o ensino, pesquisa e extensão nas áreas relacionadas às Ciências Farmacêuticas. É localizada na cidade de Ribeirão Preto, São Paulo.
Atualmente, oferece os cursos de graduação em Farmácia-Bioquímica e pós-graduação em 3 áreas de abrangência distintas: Ciências Farmacêuticas, Toxicologia e Biociências e Biotecnologia. Posiciona-se entre as 100 melhores escolas de farmácia do mundo e 2ª melhor da América Latina, segundo ranking QS em 2016. Posiciona-se, juntamente com a Faculdade de Ciências Farmacêuticas da USP, entre os primeiros lugares em diversos rankings e indicadores nacionais, entre eles o Ranking Universitário Folha, e o Guia do Estudante (curso 5 estrelas ★★★★★).
Tem como missão formar profissionais capacitados para atuar nas áreas de Ciências Farmacêuticas, com valores éticos, críticos, reflexivos e humanistas, comprometidos e integrados com a sociedade e a cidadania, constituindo-se num centro de excelência nacional e internacional no ensino, pesquisa e extensão universitária. A FCFRP continuadamente busca o desenvolvimento científico de ponta e a qualificação do profissional farmacêutico preparando-o para os avanços científicos e as necessidades do País na área farmacêutica e afins, principalmente em aspectos que sejam potencialmente importantes para a Sociedade.

## História
No dia 1° de junho de 1924, realizou-se a sessão magna de fundação da Faculdade de Odontologia e Farmácia de Ribeirão Preto - FOF. Em 5 de março de 1928, por ato do Ministro da Justiça, os cursos foram reconhecidos e formava-se a primeira turma de Farmacêuticos e Cirurgiões-Dentistas. A incorporação à Universidade de São Paulo ocorreu em 1° de janeiro de 1975, quando estas Faculdades, como Institutos isolados, já estavam localizadas no campus da USP de Ribeirão Preto. Na década seguinte, no ano de 1983, a Faculdade de Farmácia e Odontologia foi desmembrada em duas Unidades distintas: a Faculdade de Ciências Farmacêuticas de Ribeirão Preto e a Faculdade de Odontologia de Ribeirão Preto.

## Estrutura
A unidade possui 13 laboratórios didáticos, 84 laboratórios de pesquisa, 11 laboratórios de serviços de análises clínicas, 1 laboratório de ensino farmacêutico, 1 laboratório de destilação de solvente e gerenciamento de resíduos químicos, 2 biotérios, 10 salas para aulas teóricas, 1 auditório e 1 sala Pró-Aluno, com acesso gratuito à internet e disponibilidade do uso de ferramentas e programas para trabalhos acadêmicos, constituindo uma área total de 22.052,61 m².
O corpo docente da FCFRP é composto por 100 professores, a maioria em Regime de Dedicação Integral à Docência e à Pesquisa (RDIDP), o que reflete na qualidade do curso e demonstra a preocupação da unidade relativa ao engajamento do corpo docente com as atividades acadêmicas. Estes docentes estão alocados em três departamentos integrados didática e cientificamente:
- Análises Clínicas, Toxicológicas e Bromatológicas
- Ciências Farmacêuticas
- Ciências BioMoleculares

Conta ainda com 220 servidores não-docentes, que participam direta ou indiretamente das atividades acadêmicas.

## Ensino

### Graduação
Anualmente, a unidade oferece 80 vagas para o curso de Farmácia-Bioquímica. Visando a adequação e a melhoria do ensino, ao longo destes anos o curso sofreu alterações importantes, sempre adequando a sua Estrutura Curricular aos progressos científicos das Ciências Farmacêuticas, formando profissionais cuja qualidade tem sido reconhecida pela sua inserção no mercado de trabalho. Assim como no restante dos cursos da Universidade de São Paulo, o ingresso se dá anualmente pelo vestibular da FUVEST (56 vagas) e pelo SiSU (24 vagas).

### Pós-graduação
O ensino de Pós-Graduação da Unidade iniciou-se em 1988 e hoje é referência nacional e internacional. Conta atualmente, com 3 (três) programas de Pós-Graduação, todos oferecendo cursos de mestrado e doutorado nas áreas de abrangência das Ciências Farmacêuticas, a saber:
- Programa de Pós-Graduação em Ciências Farmacêuticas (conceito CAPES 7): áreas de concentração: I. Medicamentos e Cosméticos; II. Produtos Naturais e Sintéticos e III. Química e Física Biológica - Mestrado e Doutorado
- Programa de Pós-Graduação em Toxicologia (conceito CAPES 6): área de concentração Toxicologia - Mestrado e Doutorado
- «Programa de Pós-Graduação em Biociências e Biotecnologia».  (conceito CAPES 6): áreas de concentração: I. Imunologia e Fisiopatologia; II. Bioagentes e Biotecnologia Aplicados à Farmácia